# Klooster van Yuste

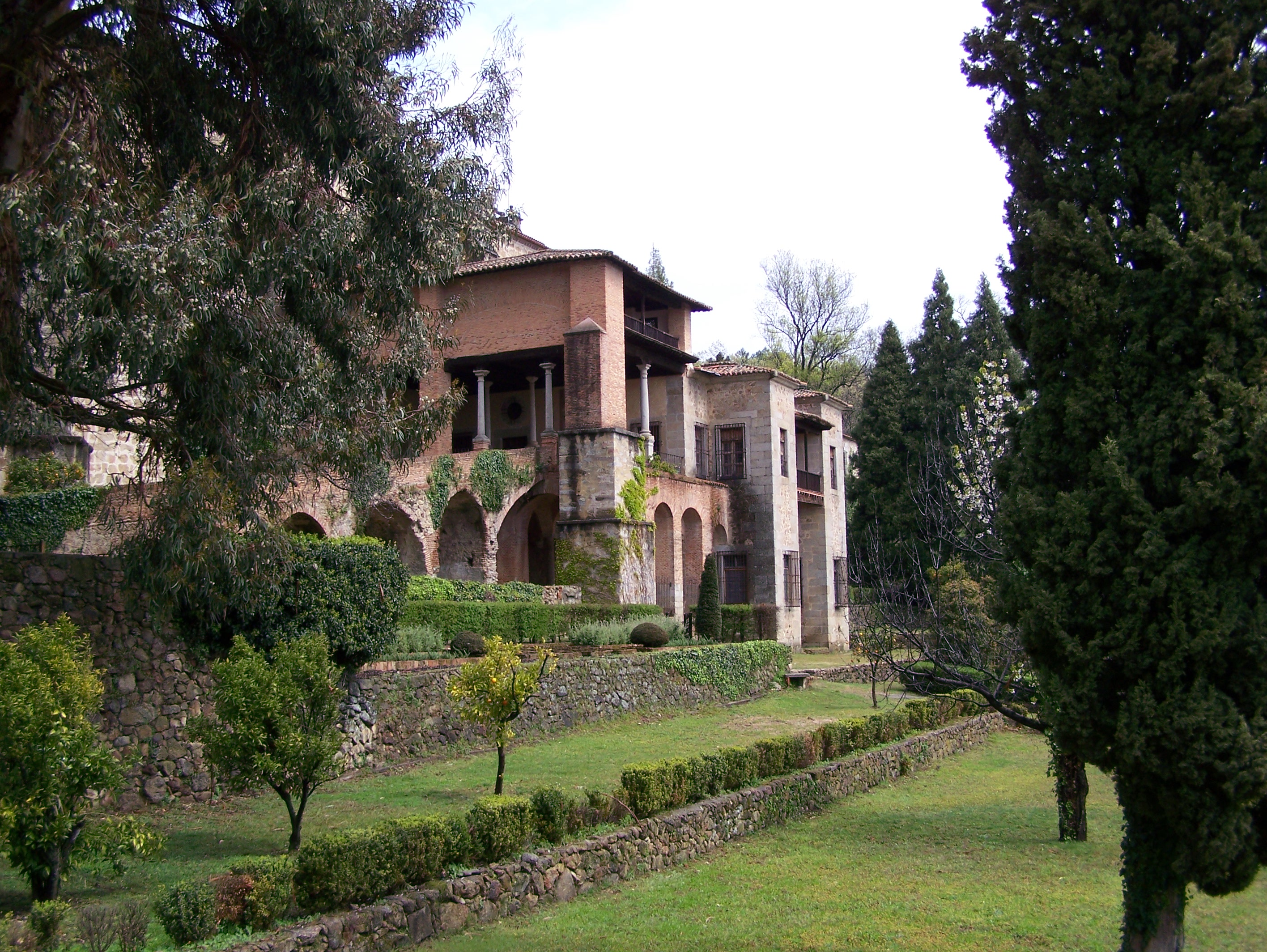

Het Klooster van Yuste is een klooster en paleis in Cuacos de Yuste, in de Spaanse provincie Cáceres in de regio Extremadura, waarin keizer Karel V na zijn troonsafstand, zijn laatste levensjaren heeft doorgebracht.

## Geschiedenis
Het klooster werd in 1402 gesticht door de hiëronymieten.
Het complex van het klooster van Yuste bestaat uit twee afzonderlijke delen: het klooster zelf en het woongedeelte van de keizer. Het klooster wordt gevormd door de kerk, gelegen in het centrum en twee kloosterhoven. De kerk en de gotische kloostergang zijn gebouwd in de vijftiende eeuw. De andere gebouwen dateren uit de zestiende eeuw.
De kerk heeft een schip en een veelhoekige apsis. Ze is verbonden met de gotische kloostergang, die is aangelegd op een rechthoekig bouwplan, met een hoogte van twee verdiepingen. De galerijen van het klooster hebben daarbij een plat houten dak.
Keizer Karel zonderde zich daar af na zijn troonsafstand in 1556. Hij wilde als kluizenaar leven, maar nam wel 60-70 personeelsleden mee om hem te dienen. Het voormalig verblijf waar hij woonde is een eenvoudig gebouw van overwegend baksteen, metselwerk en natuursteen en met weinig decoratie. Het bestaat uit een centrale hal met aan elke kant twee kamers. In de linkervleugel zijn de voorkamer en slaapkamer, met uitzicht vanaf het bed op het altaar van de kloosterkerk. Aan de rechterkant zijn nog twee kamers, elk met een balkon met uitzicht op de tuin. Een van deze kamers was eetkamer en de rechtszaal.
Onder de schaarse inrichting van de koninklijke residentie vinden we een speciale stoel die voor Karel werd gebouwd, die diende om zijn pijnen vanwege de jicht enigszins te verzachten. Er hangt ook een portret van zijn echtgenote, Isabella van Portugal.
Keizer Karel overleed er op 21 september 1558. Hij werd eerst in de kerk van het klooster begraven, maar werd later op bevel van Filips II overgebracht naar de crypte van het Escorial.
Tijdens de Spaanse Onafhankelijkheidsoorlog werd het klooster grotendeels verwoest en werden de kloosterlingen verdreven. Het gebouw bleef gedurende een eeuw onbeheerd achter tot in 1949, wanneer gestart werd met de heropbouw van het klooster en het paleis, en dit zoveel mogelijk volgens het origineel concept.
Op 13 april 2007 werd het klooster en zijn omgeving tot Europees erfgoed binnen de Europese Unie verklaard.

## Trivia
Keizer Karel nam zijn bierbrouwers uit Vlaanderen mee naar het klooster van Yuste. Vandaag wordt er in Spanje bier gebrouwen volgens de traditie van deze brouwers, genaamd Legado de Yuste (Nalatenschap uit Yuste)